# Kenttäsaari (ö i Lappland, Tunturi-Lappi, lat 68,02, long 23,88)
Kenttäsaari är en ö i Finland. Den ligger i sjön Vuontisjärvi och i kommunen Muonio i den ekonomiska regionen  Fjäll-Lappland  och landskapet Lappland, i den norra delen av landet, 900 km norr om huvudstaden Helsingfors. Öns area är 25,2 hektar och dess största längd är 1,8 kilometer i nord-sydlig riktning.